# Patrik Sandell
Patrik Sandell (Östersund, 21 april 1982) is een Zweeds rallyrijder.

## Carrière
Patrik Sandell maakte in 1999 zijn debuut in de rallysport. Zijn eerste opwachting in het Wereldkampioenschap Rally kwam tijdens de Rally van Zweden in 2005. In het seizoen 2006 was hij met een Renault Clio S1600 actief in het Junior World Rally Championship. Hij behaalde daarin een klasse-overwinning, en bewees daarnaast het meest consistent te zijn, waardoor hij naar de wereldtitel greep. In 2008 nam hij naast het JWRC ook deel aan het Production World Rally Championship en in het seizoen 2010 aan het inaugurele Super 2000 World Rally Championship met een Škoda Fabia S2000. Hij behaalde daarin twee klasse-overwinningen en eindigde tiende tijdens de WK-rondes van Duitsland en Frankrijk, waardoor hij ook twee WK-kampioenschapspunten op zijn naam schreef. In het SWRC kampioenschap eindigde hij tweede achter kampioen Xavier Pons. In 2011 reed hij met de Škoda Fabia een programma in de Intercontinental Rally Challenge. Hij kreeg dat jaar in Staffan Parmander een nieuwe navigator, die tussen 1989 en 2001 naast Kenneth Eriksson zat in het WK Rally.
Sandell keerde in 2012 terug in het WK Rally, en nam in Zweden deel als tweede rijder bij het fabrieksteam van Mini met de Mini John Cooper Works WRC, onder de vlag van het 'Swedish World Rally Team'. Hij eindigde de rally binnen de punten als achtste. In Portugal maakte hij zijn tweede optreden voor het team, waar hij enige tijd een top vijf positie behield, maar uiteindelijk de rally niet zou finishen.
In 2013 is Sandell gaan rijden met een Ford Fiesta in het Global Rallycross kampioenschap.

## Complete resultaten in het Wereldkampioenschap Rally

### Overzicht van deelnames
| Seizoen | Inschrijving           | Auto                       | 1      | 2      | 3      | 4      | 5      | 6      | 7      | 8      | 9      | 10     | 11     | 12     | 13     | 14  | 15     | 16     | Pos. | Punten |
| ------- | ---------------------- | -------------------------- | ------ | ------ | ------ | ------ | ------ | ------ | ------ | ------ | ------ | ------ | ------ | ------ | ------ | --- | ------ | ------ | ---- | ------ |
| 2005    | Patrik Sandell         | Renault Clio Ragnotti      | MON    | ZWE NF | MEX    | NZL    | ITA    | CYP    | TUR    | GRI    | ARG    | FIN    | DUI    | GBR    | JPN    | FRA | SPA    | AUS    | -    | 0      |
| 2006    | Patrik Sandell         | Renault Clio S1600         | MON    | ZWE 20 | MEX    | SPA    | FRA    | ARG 22 | ITA 15 | GRI    | DUI    | FIN 34 | JPN    | CYP    | TUR 30 | AUS | NZL    | GBR 33 | -    | 0      |
| 2007    | Patrik Sandell         | Renault Clio R3            | MON    | ZWE    | NOO 21 | MEX    | POR 53 | ARG    | ITA 31 | GRI    | FIN 18 | DUI DQ | NZL    | SPA NF | FRA    | JPN | IER    | GBR    | -    | 0      |
| 2008    | Peugeot Sport Sweden   | Peugeot 207 S2000          | MON    | ZWE 11 |        | ARG NF |        |        | GRI NF | TUR 12 |        | DUI 22 |        |        |        |     | GBR NF |        | -    | 0      |
| 2008    | Peugeot Sport Sweden   | Mitsubishi Lancer Evo IX   |        |        |        |        |        |        |        |        |        |        | NZL 11 |        |        |     |        |        | -    | 0      |
| 2008    | Interspeed Racing Team | Renault Clio S1600         |        |        | MEX 13 |        | JOR NF | ITA 26 |        |        | FIN 21 |        |        | SPA 23 |        |     |        |        | -    | 0      |
| 2008    | Interspeed Racing Team | Renault Clio R3            |        |        |        |        |        |        |        |        |        |        |        |        | FRA 28 | JPN |        |        | -    | 0      |
| 2009    | Red Bull Rallye Team   | Škoda Fabia S2000          | IER    | NOO 12 | CYP 9  | POR NF | ARG    | ITA 10 | GRI 24 | POL    | FIN    | AUS    | SPA    | GBR 21 |        |     |        |        | -    | 0      |
| 2010    | Red Bull Rallye Team   | Škoda Fabia S2000          | ZWE 15 | MEX    | JOR 23 | TUR    | NZL 12 | POR    | BUL    | FIN 11 | DUI 10 | JPN    | FRA 10 | SPA    | GBR 14 |     |        |        | 23   | 2      |
| 2011    | Patrik Sandell         | Škoda Fabia S2000          | ZWE 11 | MEX    | POR    | JOR    | ITA    | ARG    | GRI    | FIN    | DUI    | AUS    | FRA    | SPA    | GBR    |     |        |        | -    | 0      |
| 2012    | Mini WRC Team          | Mini John Cooper Works WRC | MON    | ZWE 8  | MEX    |        |        |        |        |        |        |        |        |        |        |     |        |        | 27   | 4      |
| 2012    | Prodrive WRC Team      | Mini John Cooper Works WRC |        |        |        | POR NF | ARG    | GRI    | NZL    | FIN    | DUI    | GBR    | FRA    | ITA    | SPA    |     |        |        | 27   | 4      |